# Stronibaby
Stronibaby (ukr. Сторонибаби, Storonybaby) – wieś w obwodzie lwowskim, w rejonie złoczowskim (do 2020 roku w rejonie buskim) na Ukrainie.
Wieś starostwa grodowego buskiego na początku XVIII wieku.
Od 1879 r. właścicielem majątku w Stronibabach był Kazimierz Obertyński, poseł i polityk. Ostatnią właścicielką była Beata  Obertyńska, polska poetka i pisarka.
W Stronibabach urodził się Jan Kazimierz Kozicki (1919-1981), polski lotnik, porucznik PSZ w Wielkiej Brytanii.

## Położenie
Na podstawie Słownika geograficznego Królestwa Polskiego i innych krajów słowiańskich to: wieś w powiecie złoczowskim, położona 28 km na północny-zachód od sądu powiatowego Złoczowie, 5 km na północny wschód od stacji kolei żelaznej urzędu pocztowego i telegraficznego w Krasnym.